# يورغن كنيبر
يورغن كنيبر (بالألمانية: Jürgen Knieper) (و. 1941 – م) هو ملحن، وممثل من ألمانيا . ولد في كارلسروه.

## روابط خارجية
- يورغن كنيبر على موقع IMDb (الإنجليزية)
- يورغن كنيبر على موقع ألو سيني (الفرنسية)
- يورغن كنيبر على موقع ميوزك برينز (الإنجليزية)
- يورغن كنيبر على موقع أول موفي (الإنجليزية)
- يورغن كنيبر على موقع قاعدة بيانات الأفلام السويدية (السويدية)
- يورغن كنيبر على موقع أول ميوزيك (الإنجليزية)
- يورغن كنيبر على موقع ديسكوغز (الإنجليزية)
- يورغن كنيبر على موقع قاعدة بيانات الفيلم (الإنجليزية)
- يورغن كنيبر على موقع كينوبويسك (الروسية)